# 斑項裸胸鱔
斑項裸胸鱔，又稱斑項裸胸鯙、珠紋裸胸鱔、錢鰻、薯鰻、虎鰻，為輻鰭魚綱鰻鱺目鯙亞目鯙科的其中一種，分布於印度太平洋區，從東非至萊恩群島、社會群島，北起琉球群島，南迄澳洲大堡礁海域，棲息深度8-25公尺，體長可達70公分，為底棲性魚類，生活在礁石區，屬肉食性，生活習性不明，可作為食用魚。

## 擴展閱讀
維基物種上的相關：斑項裸胸鱔